# Pamětní kámen v Hlíně
Pamětní kámen (také Morový kámen) stál u silnice z Hlíny na Dolní Kounice v katastrálním území Hlína u Ivančic v okrese Brno-venkov. Jeho současné umístění je neznámé. Je chráněn jako kulturní památka ČR.

## Popis
Pamětní kámen byl vyvrácen a přesunut do příkopu u silnice, kde ležel asi do dubna 1982, pak zmizel. Podle záznamů šlo o kámen obdélného tvaru se zaoblenými horními rohy o výšce asi jeden metr. Pravá část kamene byla uražena. Na čelní straně kamene byl vyrytý kříž, jehož ramena byla ukončena trojlístkem. Nad levým ramenem byl monogram: I J. K osazení kamene mohlo dojít v 18. století.